# Gloryland World Cup USA 94
Gloryland World Cup USA 94 là một album tổng hợp các ca khúc của nhiều nghệ sĩ khác nhau, phát hành năm 1994. Đây là album âm nhạc chính thức của Giải vô địch bóng đá thế giới 1994 tổ chức tại Hoa Kỳ. Nó cũng đã được xuất bản với các tiêu đề như Soccer Rocks the Globe: World Cup USA 94. Album toàn cầu chứa một tập hợp các bài hát hơi khác được tạo ra bởi các bài hát và cách sắp xếp bằng tiếng châu Âu không có trong Soccer Rocks the World.
Một phiên bản Mỹ Latinh của album cũng đã được phát hành.

## Danh sách các đĩa đơn
1. Queen — "We Are the Champions" (Nhà sản xuất: Queen)
2. Daryl Hall & Sounds of Blackness — "Gloryland" (Nhà sản xuất: Charlie Skarbek)
3. James — "Goal, Goal, Goal" (Nhà sản xuất: Brian Eno)
4. Tears for Fears — "New Star" (Nhà sản xuất: Alan Griffiths, Roland Orzabal)
5. The Moody Blues  — "This Is the Moment" (Nhà sản xuất: Dennis Lambert)
6. Fleetwood Mac — "Blow by Blow" (Nhà sản xuất: Fleetwood Mac)
7. Jon Bon Jovi — "Blaze of Glory" (Nhà sản xuất: Danny Kortchmar, Jon Bon Jovi)
8. Tina Turner — "The Best" (Nhà sản xuất: Dan Hartman, Tina Turner)
9. Gary Glitter — "Rock & Roll '94"
10. Scorpions — "Under the Same Sun" (Nhà sản xuất: Bruce Fairbairn, Scorpions)
11. Kool & the Gang —  "Celebration '94 (Remix)" (Nhà sản xuất - Eumir Deodato) (Remix: Darryl James)
12. Santana — "Luz, Amor Y Vida" (Nhà sản xuất: Carlos Santana)
13. The Crowd — "Anthem (Alé, Alé, Alé, Alé)" (Nhà sản xuất: Charlie Skarbek)
14. "Gloryland (Nhạc không lời)"

### Phiên bản châu Âu
1. Queen — "We Are the Champions" (Nhà sản xuất: Queen)
2. Daryl Hall & Sounds of Blackness — "Gloryland"
3. Vazelina Bilopphøggers — "Duellen I L.A." (Nhà sản xuất: Ole Evenrude)
4. James — "Goal, Goal, Goal" (Nhà sản xuất: Brian Eno)
5. The Crowd — "Anthem (Olé, Olé, Olé, Olé/Aida)" (Nhà sản xuất: Charlie Skarbek)
6. Tears for Fears — "New Star"
7. Jahn Teigen — "På Vei Til USA" (Nhà sản xuất: Rolf Graff)
8. The Moody Blues — "This Is the Moment"
9. Fleetwood Mac — "Blow by Blow"
10. Stelle Azzurre — "Italia Ancora (Italy Once More)" (Nhà sản xuất: Tex, Ringo, Zippo)
11. Jon Bon Jovi — "Blaze of Glory"
12. Tina Turner — "The Best"
13. Kool & the Gang — "Celebration '94 (Remix)"
14. Scorpions — "No Pain, No Gain"
15. Santana — "Luz, Amor y Vida"
16. Daryl Hall — "Move on Up" (Nhà sản xuất: Joe Nicolo)
17. Peter Koelewijn & Gerry Marsden — "You'll Never Walk Alone" (Nhà sản xuất: Charlie Skarbek)
18. Glory hợp tác với Snake Davis — "Gloryland (Mix cảm xúc)" (Nhà sản xuất: Charlie Skarbek)

### Phiên bản châu Á
1. Queen — "We Are the Champions" (Nhà sản xuất: Queen)
2. Daryl Hall & Sounds of Blackness — "Gloryland"
3. James — "Goal, Goal, Goal" (Nhà sản xuất: Brian Eno)
4. The Crowd — "Anthem (Olé, Olé, Olé, Olé/Aida)" (Nhà sản xuất: Charlie Skarbek)
5. Tears for Fears — "New Star"
6. The Moody Blues — "This Is the Moment"
7. Fleetwood Mac — "Blow by Blow"
8. Stelle Azzurre — "Italia Ancora (Italy Once More)" (Nhà sản xuất: Tex, Ringo, Zippo)
9. Jon Bon Jovi — "Blaze of Glory"
10. Tina Turner — "The Best"
11. Gary Glitter — "Rock & Roll '94"
12. Kool & the Gang — "Celebration '94 (Remix)"
13. Scorpions — "No Pain, No Gain"
14. Santana — "Luz, Amor y Vida"
15. Daryl Hall — "Move on Up" (Nhà sản xuất: Joe Nicolo)
16. Peter Koelewijn & Gerry Marsden — "You'll Never Walk Alone" (Nhà sản xuất: Charlie Skarbek)
17. Glory hợp tác với Snake Davis — "Gloryland (Mix cảm xúc)" (Nhà sản xuất: Charlie Skarbek)

### Xếp hạng
| Xếp hạng (1994)                            | Vị trí vao nhất |
| ------------------------------------------ | --------------- |
| Argentina                                  | 1               |
| Album Đức Compilation (Offizielle Top 100) | 21              |